# Felimare picta
Espèce
Synonymes
- Chromodoris cantrainii Bergh, 1879[2]
- Chromodoris elegans (Cantraine, 1835)[2]
- Chromodoris valenciennesi (Cantraine, 1841)[2]
- Doris calcarae Vérany, 1846[2]
- Doris elegans Cantraine, 1835[2]
- Doris lutescens Delle Chiaje in Verany, 1846[2]
- Doris nardi Vérany, 1846[2]
- Doris nardii Vérany, 1846[2]
- Doris picta Schultz in Philippi, 1836[2]
- Doris scacchi Delle Chiaje, 1830[2]
- Doris valenciennesi Cantraine, 1841[2]
- Glossodoris edenticulata White, 1952[2]
- Glossodoris picta (Schultz in Philippi, 1836)[2]
- Glossodoris valenciennesi (Cantraine, 1841)[2]
- Glossodoris webbi (d'Orbigny, 1839)[2]
- Goniodoris elegans (Cantraine, 1835)[2]
- Hypselodoris edenticulata (White, 1952)[2]
- Hypselodoris elegans (Cantraine, 1835)[2]
- Hypselodoris picta picta (Schultz in Philippi, 1836)[2]
- Hypselodoris picta webbi (Orbigny, 1839)[3]
- Hypselodoris picta webbi (d'Orbigny, 1839)[2]
- Hypselodoris picta (Schultz in Philippi, 1836)[2]
- Hypselodoris valenciennesi (Cantraine, 1841)[2]
- Hypselodoris webbi (d'Orbigny, 1839)[2]
- Polycera webbi d'Orbigny, 1839[2]

Felimare picta, communément appelé Doris géant, est un nudibranche de la famille des Chromodorididae.

## Description

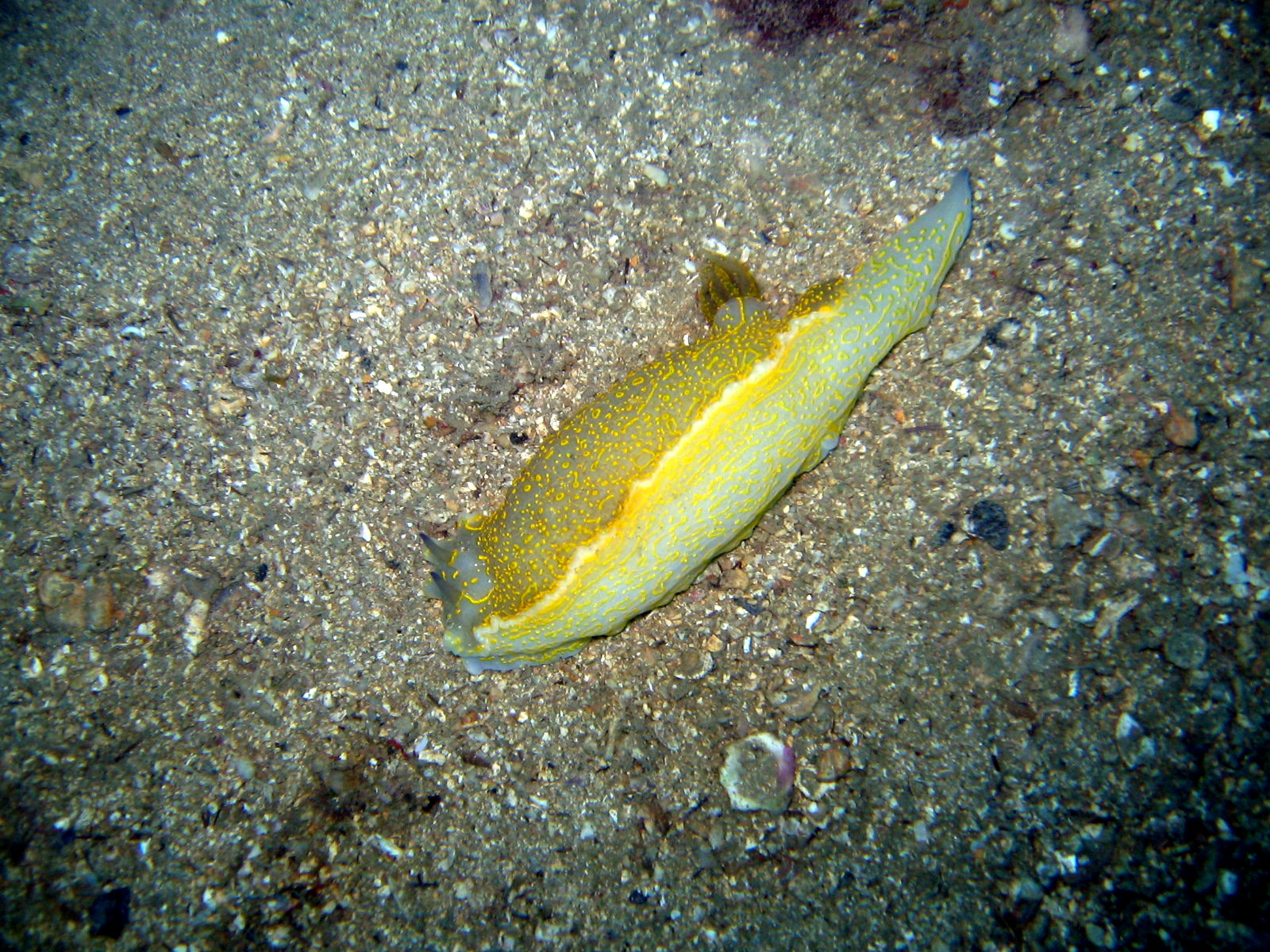
Doris géant dans la calanque de Niolon à -40m

Ce nudibranche mesure en moyenne de 10 à 15 cm mais sa taille peut atteindre les 20 cm. C'est le plus grand doris de Méditerranée.
Son manteau, le plus souvent jaune pâle, peut tirer vers le bleu foncé et est recouvert de petits points et de fines lignes jaunes très clairs.
Les rhinophores présentent 22 à 30 lamelles obliques et leurs extrémités sont de couleur bleu indigo qui s'éclaircit en dégradé en descendant vers la tête. Un anneau jaune à la base de chaque rhinophore marque le haut du fourreau dans lequel ils peuvent se rétracter,. Les rhinophores et les branchies se rétractent à la moindre alerte.

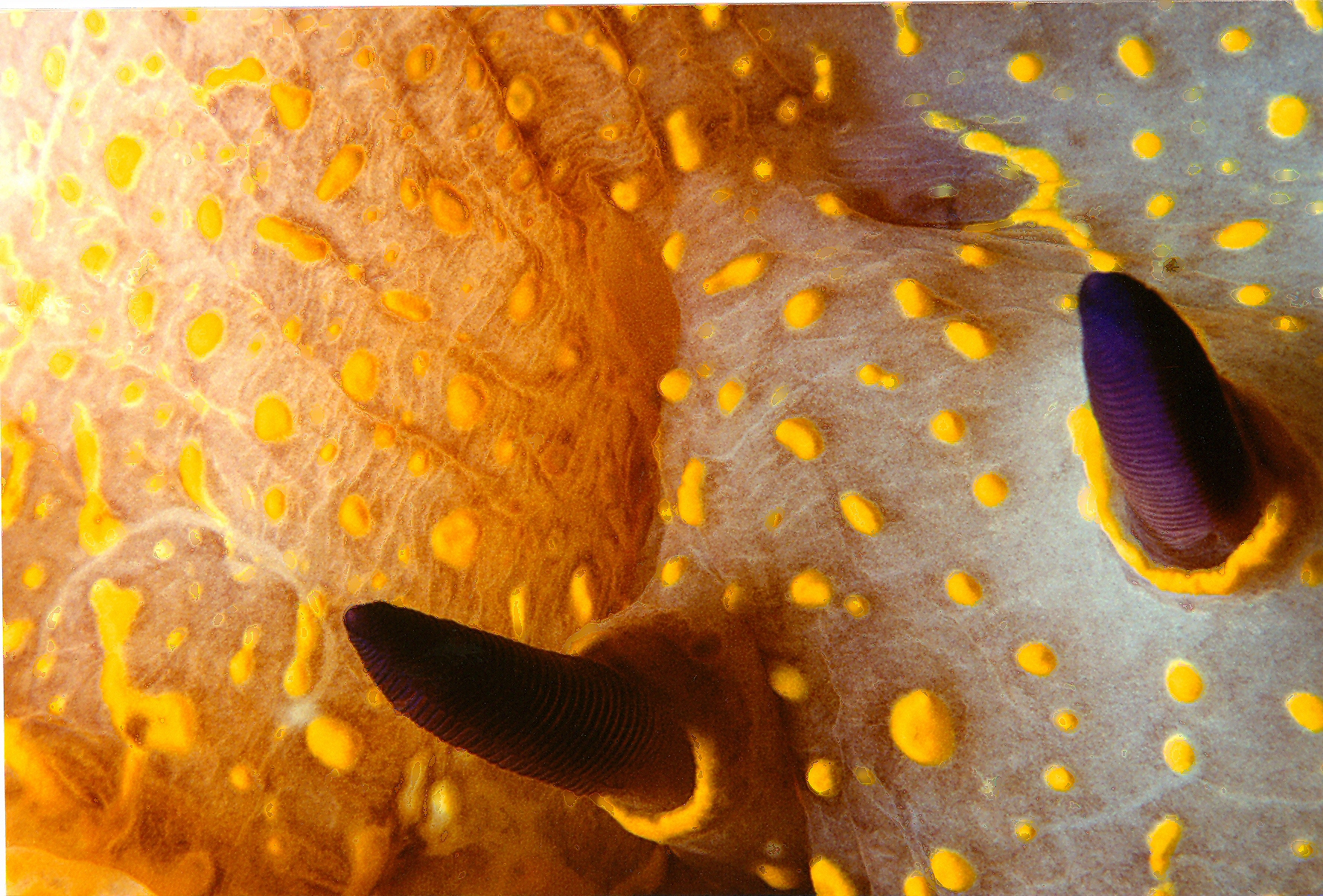
Détail de la tête permettant de voir les rhinophores.
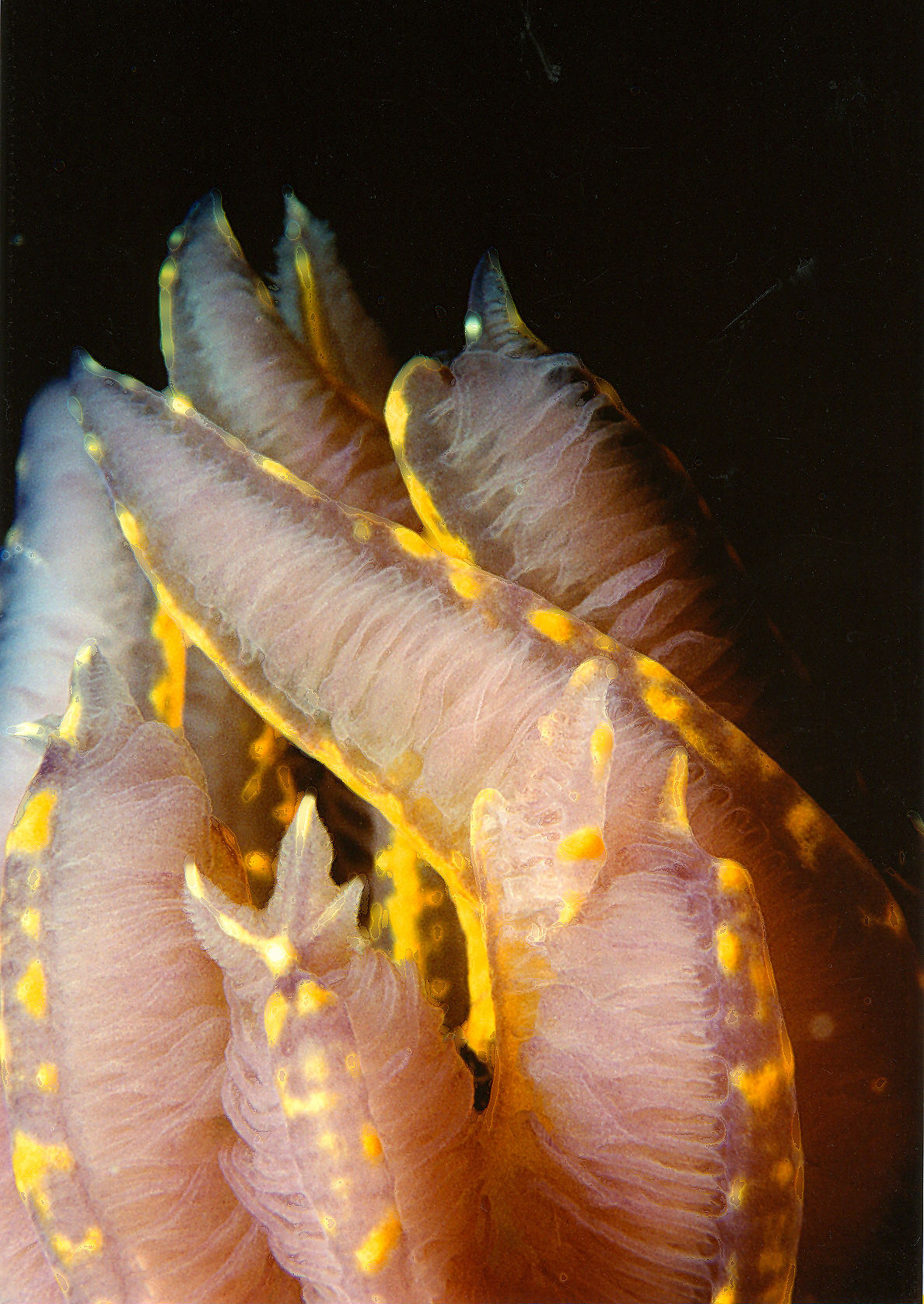
Détail des branchies.

## Écologie et comportement

### Alimentation

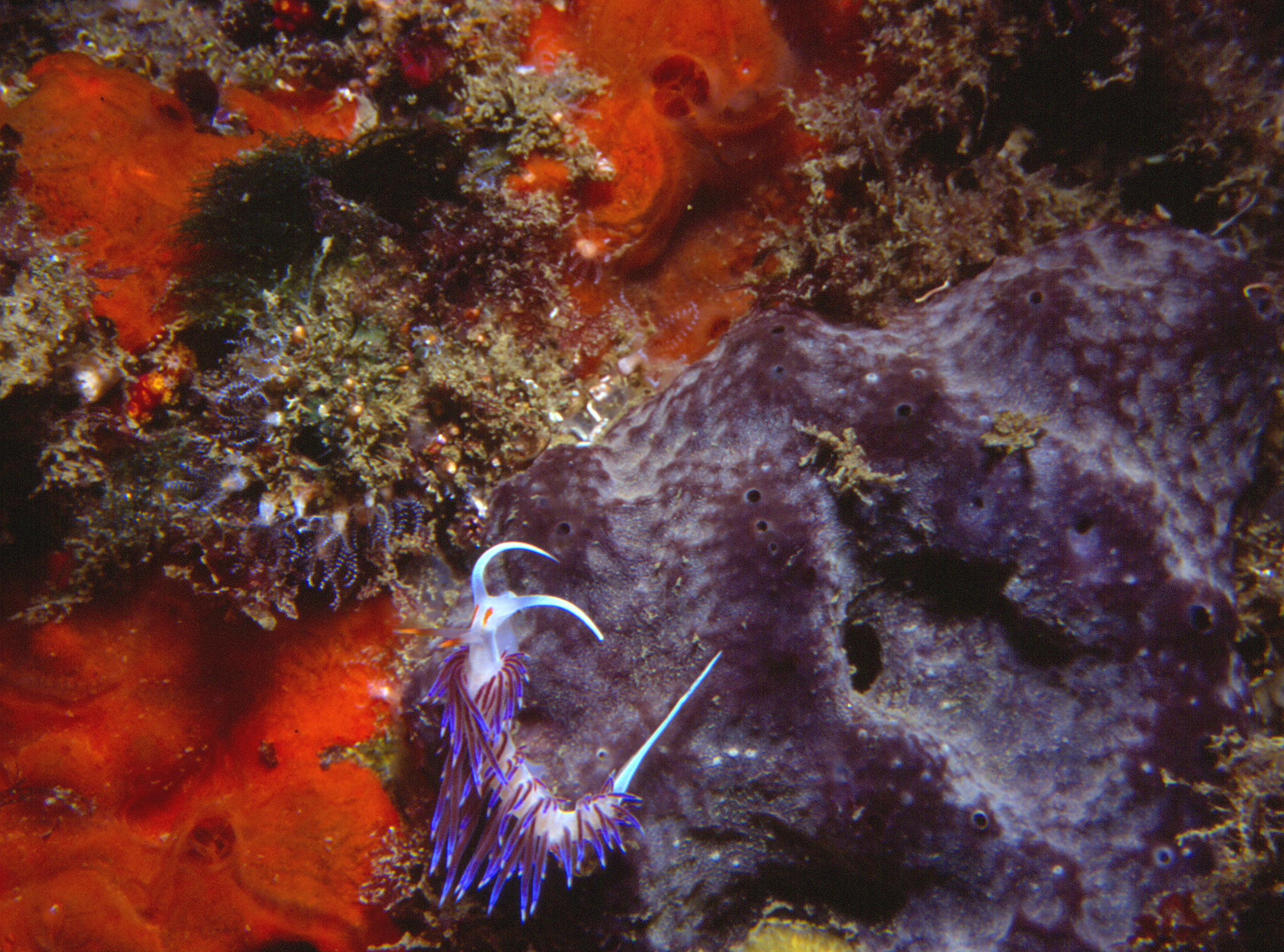
Une éponge Ircinia fasciculata dont Felimare picta se nourrit. Ici, elle est la proie de Cratena peregrina

Felimare picta se nourrit des éponges du genre Ircinia

### Reproduction
En Méditerranée, Felimare picta se reproduit l'été.
La ponte de Felimare picta se présente sous la forme d'un fin ruban gélatineux jaune ou blanc aux bords festonnés. Elle est enroulée en spirale et est collée sur des substrats dur par le côté du ruban large de 10 mm environ. La ponte forme une corolle qui peut atteindre jusqu'à 5 cm de diamètre.

## Habitat et répartition
Felimare picta est répartie dans tout le bassin méditerranéen, l’Adriatique, l’Atlantique Est depuis l’Espagne jusqu'en l’Afrique de l’Ouest et en Atlantique Ouest, de la Floride au Brésil.
Il vit de la surface à 60 mètres de profondeur. Il affectionne particulièrement les épaves.

## Taxinomie

### Sous-espèces
Cet animal est représenté par deux sous-espèces selon World Register of Marine Species (16 mai 2013) :
- Felimare picta azorica (Ortea, Valdes & Garcia-Gomez, 1996) : connu uniquement au Açores.
- Felimare picta verdensis (Ortea, Valdes & Garcia-Gomez, 1996) : en Afrique de l'Est

## Publication originale
- Philippi, Rodolfo Amando, 1808-1904, Enumeratio molluscorum Siciliae cum viventium tum in tellure tertiaria fossilium, quae in itinere suo observavit (œuvre littéraire), Inconnu, Berlin, 1836, [lire en ligne]. (p. 105).